# 6683 Karachentsov
6683 Karachentsov هو كويكب، يقع ضمن حزام الكويكبات. اكتشف في 1 أبريل 1976.

## روابط خارجية
- 6683 Karachentsov في قاعدة بيانات مختبر الدفع النفاث لأجرام النظام الشمسي الصغيرة

- الاكتشاف · مخطط المدار ·  العناصر المدارية · المعلمات المادية

- 6683 Karachentsov على موقع ويكي سكاي: DSS2, SDSS, GALEX, IRAS, Hydrogen α, X-Ray, Astrophoto, Sky Map, Articles and images